# Luis María de Borbón y Vallabriga
Luis María de Borbón y Vallabriga (Cadalso de los Vidrios, España, 22 de mayo de 1777 - Madrid, España, 18 de marzo de 1823) fue un noble y eclesiástico español, arzobispo de Sevilla, arzobispo de Toledo y regente durante la Guerra de la Independencia Española. Era hijo del infante Luis Antonio Jaime de Borbón y Farnesio. Asimismo ostentó la titularidad del condado de Chinchón.

## Biografía

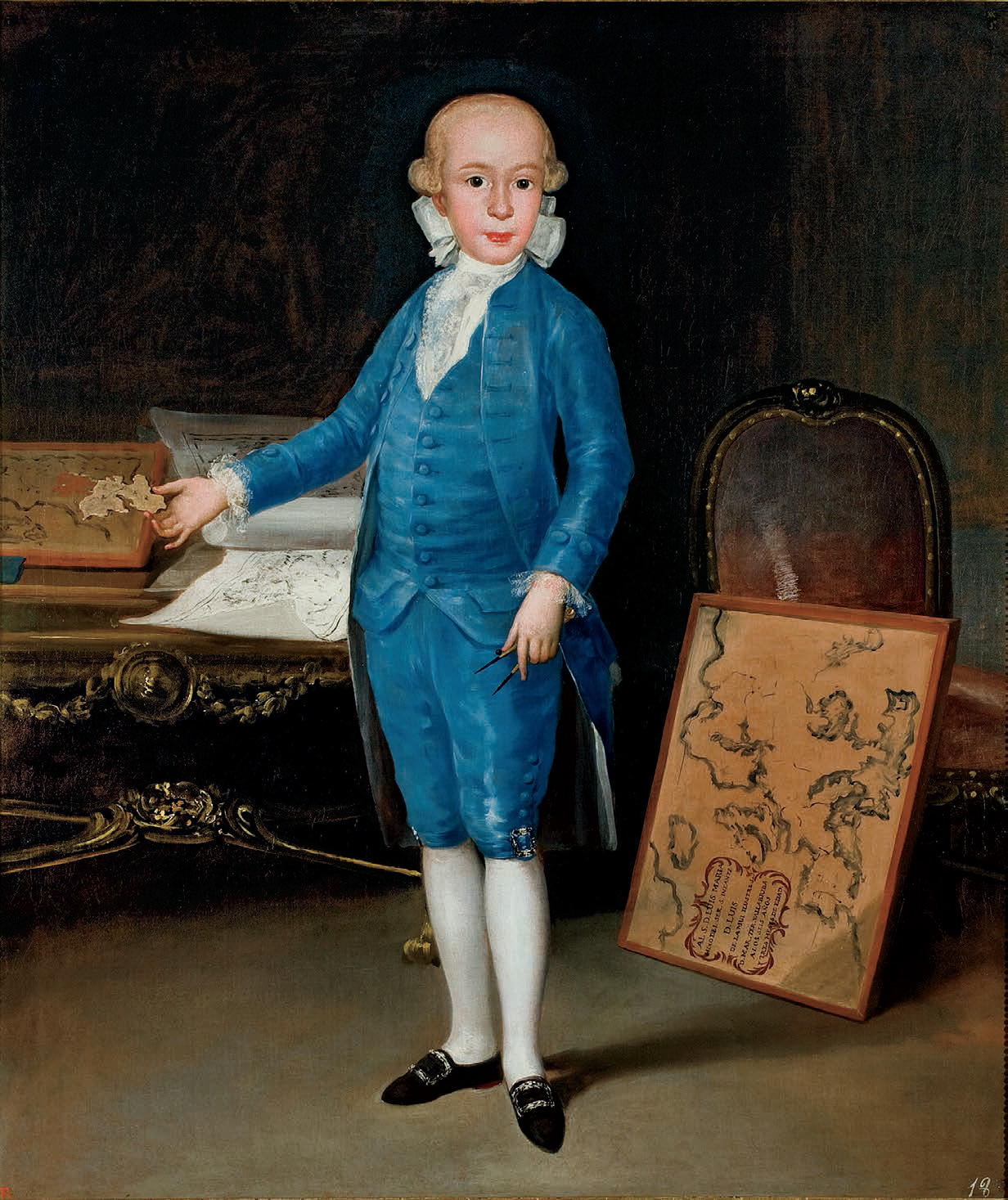
Luis María de Borbón y Vallabriga niño, pintado por Goya, 1783.

Nació en el palacio del Marqués de Villena en Cadalso de los Vidrios sin rango especial alguno debido al matrimonio morganático de su padre con María Teresa de Vallabriga, lo que le privó en sus primeros años del apellido Borbón y de lugar en la línea sucesoria. En 1779 su familia se trasladó a Velada y Arenas de San Pedro, donde su padre se convirtió en mecenas de importantes artistas, como Goya, quien retrató a su familia.
Su madre le dispensó poco afecto. A la muerte de su padre en 1785, el niño pasó a ser educado por unos monjes de Toledo. Su tío el rey Carlos III había dispuesto destinarle a la carrera eclesiástica, y que sus hermanas entrarían religiosas, pues deseaba evitar a toda costa que estos sobrinos tuviesen descendencia que pudiese disputar el trono a sus hijos, nacidos fuera de España. Esta imposición, empero, no contrariaba los deseos del joven, que a diferencia de su padre se sentía llamado al sacerdocio.
En 1793 se convirtió en arcediano de Talavera, y al año siguiente en conde de Chinchón, título que cedió en 1803 a su hermana, María Teresa de Borbón y Vallabriga, que en 1797 había casado con Manuel Godoy, secretario del Despacho de Estado. La protección de su cuñado le permitió alcanzar en 1800 la mitra de Toledo y el capelo de Cardenal presbítero de Santa María della Scala, siguiendo los pasos de su padre. En 1799 se le otorgó la dignidad de grande de España, y en 1820 el collar del Toisón de Oro. En la cumbre de su carrera volvió a ser retratado por Goya.

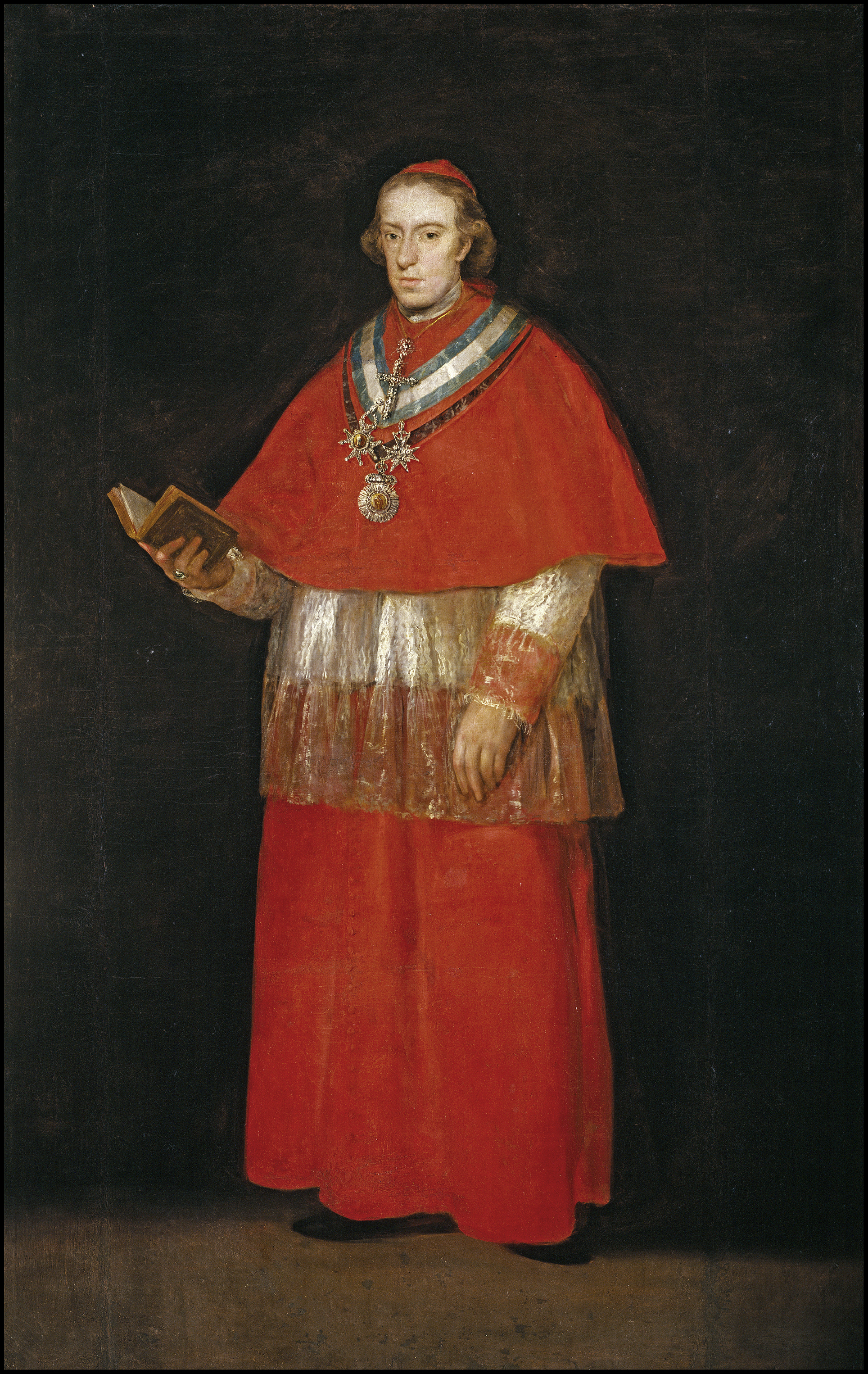
Luis María de Borbón con las vestiduras de cardenal, en una obra de Goya (alrededor de 1800), conservada en el Museo del Prado de Madrid.

Cuando en 1808 las tropas de Napoleón invaden España, Luis es el único miembro de la familia real que permaneció en la nación. Huyó a Andalucía y participó en las Cortes de Cádiz, también firmó el decreto que suprimía el tribunal de la Inquisición española.
A la retirada de los franceses en 1813, Luis María preside el consejo de regencia que gobernará el país hasta la llegada de su sobrino segundo Fernando VII y la jura de la Constitución de 1812. Goya pide ayuda al regente para «perpetuar, por medio del pincel, las más notables y heroicas hazañas... contra el tirano de Europa». Así nacen La carga de los mamelucos y El tres de mayo de 1808 en Madrid, que adornaron la puerta de Alcalá a la llegada de Fernando VII el 13 de mayo de 1814.

La mañana del 13 de mayo llega Fernando a Madrid. Entra por la puerta de Atocha y se detiene en la de Alcalá, de los arcos cubiertos de rosas penden dos grandes cuadros de Goya, encargados por el regente Luis María: El 2 de mayo en Madrid y Los fusilamientos en la montaña del Príncipe Pio, el 3 de mayo de 1808. Se detiene el monarca a admirar las pinturas por un momento, luego continua el paseo triunfante, en su tétrica carroza negra.

El golpe de Estado que dio el rey a fin de restaurar el absolutismo propició la detención de los componentes de la regencia, excepto Luis que fue desterrado en Toledo y obligado a renunciar al arzobispado de Sevilla. Aunque el enfado de Fernando hacia su tío segundo no fue duradero; a finales de 1816, Luis María fue autorizado a residir en Madrid, y gracias a la mediación de Joaquín José de Melgarejo, el rey y el cardenal pudieron reconciliarse en 1818.

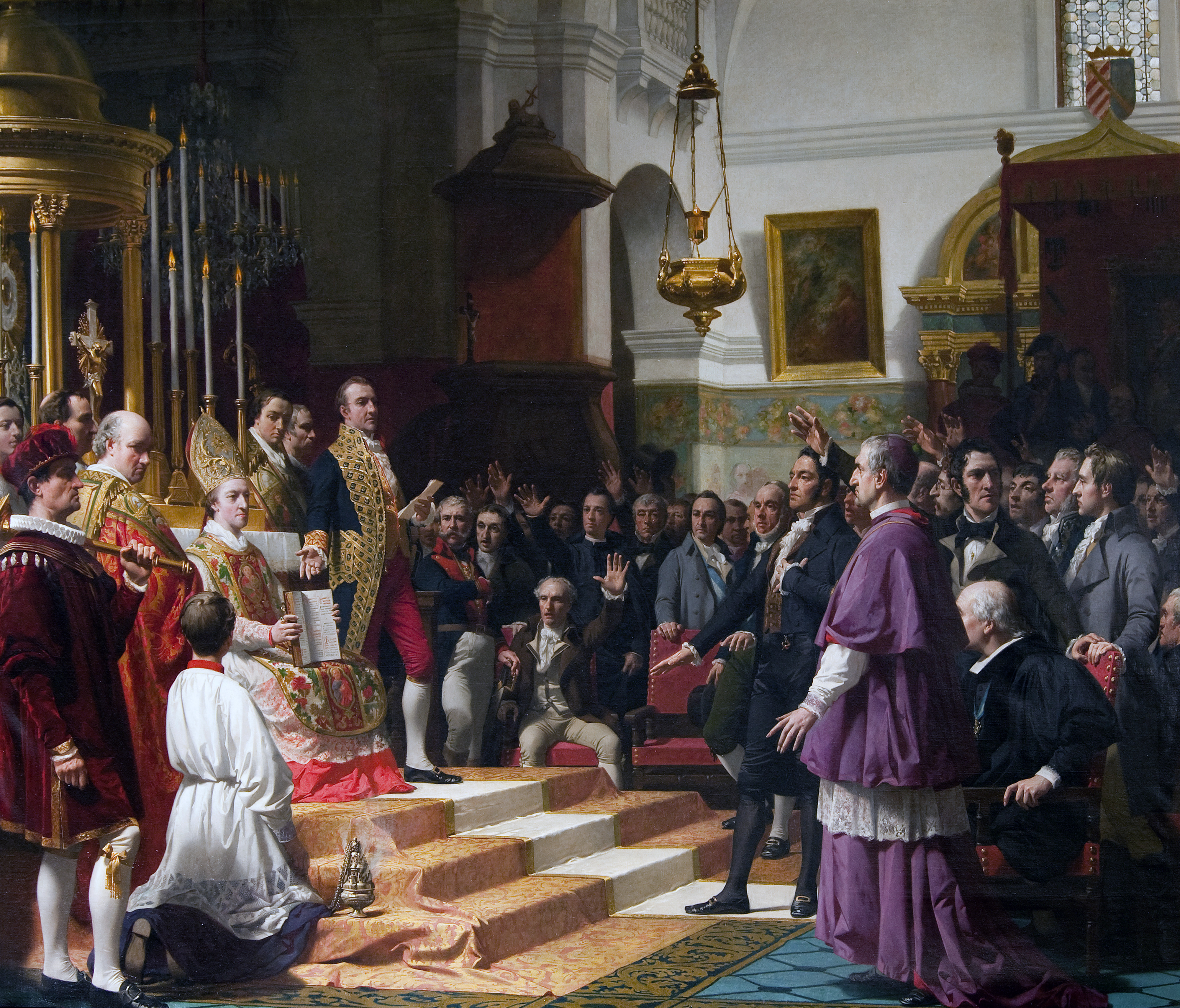
El Cardenal Luis de Borbón presidiendo el juramento de las Cortes de Cádiz de 1810 (1863), por José Casado del Alisal (Palacio de las Cortes, Madrid).

En 1820, Rafael del Riego lanza un pronunciamiento que obliga al rey a jurar la constitución y a aceptar un gobierno moderado. Durante este período, conocido como Trienio Liberal, Luis María formó parte de la primera línea de gobierno.
Fue promovido a Caballero de la Orden del Toisón de Oro el 9 de julio de 1820, siendo distinguido, además, a lo largo de su vida con la Gran Cruz de Carlos III, con la Orden americana de Isabel la Católica y con las órdenes italianas de San Jenaro y San Fernando de Nápoles.
Su salud siempre había sido muy delicada, y su muerte, provocada por una lacerante gota que arrastraba desde que era muy joven, se produjo en la capital el 18 de marzo de 1823, librándole de la represión que se suscitó durante la "Década Ominosa", comenzada pocos meses después bajo el amparo de los Cien Mil Hijos de San Luis. Fue enterrado en la catedral de Toledo, en un mausoleo realizado por Valeriano Salvatierra.
| Predecesor: Antonio Despuig y Dameto    | Arzobispo de Sevilla 1799 - 1814                           | Sucesor: Romualdo Mon y Velarde              |
| Predecesor: Filippo Campanelli          | Cardenal presbítero de Santa María della Scala 1800 - 1823 | Sucesor: Paolo Mangelli Orsi                 |
| Predecesor: Francisco de Lorenzana      | Arzobispo de Toledo Primado de España 1800 - 1823          | Sucesor: Pedro Inguanzo Rivero               |
| Predecesor: Juan María de Villavicencio | Regente de España 1813 - 1814                              | Sucesor: Fernando VII                        |
| Predecesor: Luis de Borbón y Farnesio   | Conde de Chinchón 1794-1803                                | Sucesor: María Teresa de Borbón y Vallabriga |